# Sociedad Astronómica de Valparaíso y Viña del Mar
La  Sociedad Astronómica de Valparaíso y Viña del Mar, SAVAL, es una institución cultural y científica sin fines de lucro, dedicada a los estudios astronómicos y ciencias afines, así como a la divulgación de estos conocimientos en la comunidad en general. Es la primera institución astronómica de carácter amateur chilena y es miembro fundador de la Liga Latinoamericana de Astronomía. Desde el año 1956 ha congregado a aficionados a la astronomía y ha contribuido a la difusión de esta ciencia en Chile. Su sede se ubica en la calle Abtao 563-A en el Cerro Concepción en la ciudad de Valparaíso, Chile. Cuenta, además, con el Observatorio Astronómico Galileo Galilei, localizado en San José de Algarrobo.

## Historia
SAVAL fue fundada el día 6 de octubre de 1956 en la ciudad de Valparaíso, Chile, a partir el deseo de sus fundadores de crear una instancia científico-cultural que difundiera la ciencia astronómica en la región. Así, en vísperas del Año Geofísico Internacional (1957), que contribuyó a despertar la curiosidad del público general por la ciencia, se reunieron, ese día sábado 6 de octubre, Augusto Montané Marti, Rafael Capdeville Celis, Yoshinosuke Kayano Hayakawa, Nicodemus Segundo Cruz Olea, Juan Frutos Parera, Rafael García Boente, Juan López Guerrero, Francisco Figueroa Gaete, Fernando Goldberg Lara, Adriana Poblete Garrido de Montané y Ana Cristina Reyes Cea de Frutos, para dar vida a una institución que buscara desarrollar los estudios astronómicos y ciencias afines entre sus asociados; extender los conocimientos de esta misma naturaleza entre las personas que no pueden concurrir a centros de enseñanza superior; para hacer estudios especiales y divulgar, además, la cultura astronómica, cooperando al desarrollo de las otras ciencias afines.
Dos años más tarde, el 28 de abril de 1958, se constituye la Asamblea de Socios, y se aprueba el Acta de Constitución y Estatutos, la cual dotó de una estructura legal a la Sociedad. Posteriormente, SAVAL obtuvo la Personalidad Jurídica, vía Decreto Supremo Nº 1961, el día 7 de abril de 1959. Paralelamente, en julio de 1958 comenzó a construirse el primer Observatorio Astronómico de SAVAL, ubicado en Paso Hondo, una localidad cercana a la ciudad de Quilpué, lugar en que, además, funcionó por varios años la sede de reuniones de la Sociedad. No obstante, debido al aumento de la contaminación lumínica en el lugar, el Observatorio tuvo que cerrar sus puertas. De este modo, la Sociedad Astronómica decidió vender el antiguo observatorio y comprar su nueva sede, ubicada en el Cerro Concepción, en Valparaíso.
Desde el año 1956 al presente han pasado por SAVAL más de 500 socios y ha organizado dos congresos internacionales de astronomía, el primero de ellos en el año 1999 y el segundo, al cumplir 50 años como institución, en 2006.

## Organización y estructura
SAVAL funciona a través de la participación de socios activos, honorarios y cooperadores, y de la coordinación de actividades por parte de una mesa directiva. 
La primera mesa directiva de SAVAL estuvo conformada por Augusto Montané Marti (presidente), Rafael Capdeville Celis (secretario), Yoshinosuke Kayano Hayakawa (tesorero), Juan López Guerrero (director), Juan Frutos Parera (director), Nicodemus Cruz Olea (director) y Rafael García Boente (director).
La directiva actual, para el Periodo 2017-2018, elegida en Asamblea celebrada el 15 de noviembre de 2014, está compuesta por los siguientes socios:
- Presidente : Gonzalo Contreras

- Secretaria	general: Ana Miranda Ríos

- Tesorera : María Dolores Urrizola

- Vicepresidente : Víctor Lagos

- Director : Pedro Alfaro Faccio

- Director : María Cirano Elorrieta

- Director : José Luis Bacco

- Director del Observatorio : Luis Paredes

## Observatorio Galileo Galilei
Actualmente SAVAL cuenta con un nuevo observatorio, llamado Observatorio Astronómico Galileo Galilei, ubicado en la localidad de San José de Algarrobo, a 7,7 kilómetros de la ciudad costera de Mirasol.
El Observatorio fue fundado el día 28 de enero del año 2006. En su construcción participaron activamente los socios de Saval destacando la participación de la Directora Sra. Moira Evans y el socio Rodrigo Benavides Urrizola. La cúpula del observatorio fue donada años antes por los socios directores Dn. Sergio Benavides y su esposa Sra. María Dolores Urrizola. Cuenta con un telescopio Schmidt-Cassegrain de 14 pulgadas y diversas cámaras CCD para desarrollar investigación propia.
En él se realizan diversas actividades relacionadas con las observaciones astronómicas por parte de sus socios o invitados, generalmente provenientes del Instituto de Física y Astronomía de la Universidad de Valparaíso. Principalmente las actividades se relacionan con el estudio de estrellas variables, la observación de fenómenos transientes lunares y con el estudio de curvas de luz en asteroides. Adicionalmente, muchos de sus socios experimentan en el campo de la astrofotografía.